# آورم
آورم (به فرانسوی: Avermes) یک کمون در فرانسه است که در canton of Moulins-Ouest واقع شده‌است.

## خصوصیات
آورم ۱۵٫۶ کیلومترمربع مساحت و ۳٬۸۳۸ نفر جمعیت دارد و ۲۲۰ متر بالاتر از سطح دریا واقع شده‌است.